# Aeroporti in Spagna

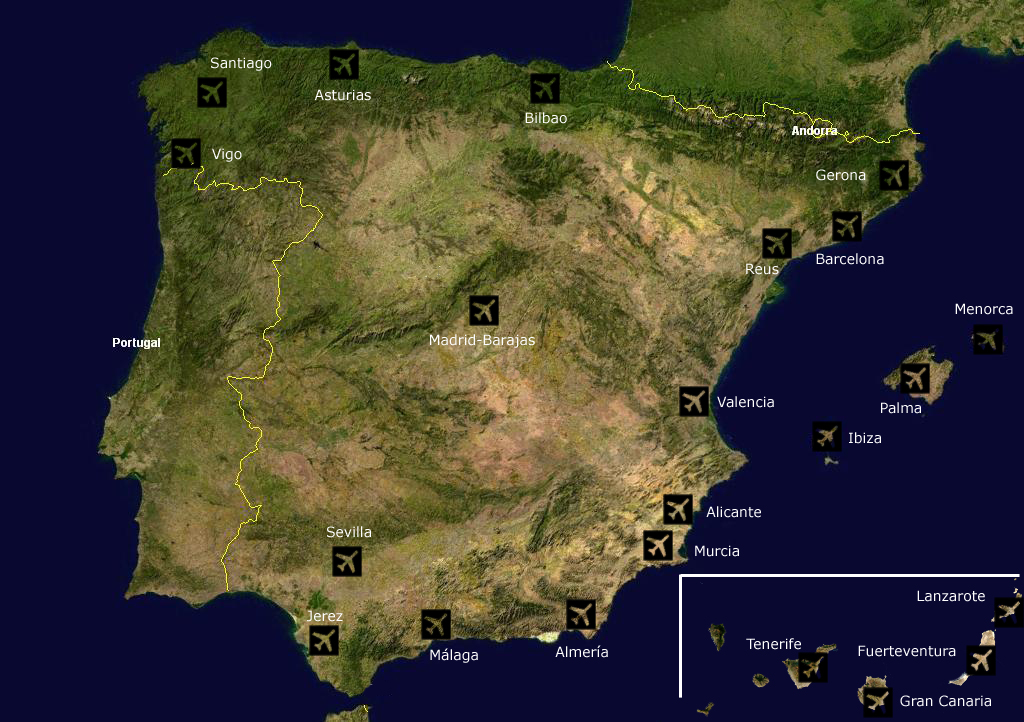
I maggiori aeroporti in Spagna

Questa voce contiene un elenco degli aeroporti in Spagna, che comprende sia gli scali della Spagna peninsulare sia quelli degli arcipelaghi delle Baleari e delle Canarie, nonché delle città autonome di Ceuta e Melilla.
| Nome | Località                      | Comunità autonoma   | ICAO | IATA |
| --- | ----------------------------- | ------------------- | ---- | ---- |
| Aeroporto della Coruña (già Aeroporto de Alvedro)                                                                          | La Coruña                     | Galizia             | LECO | LCG  |
| Aeroporto di Albacete-Los Llanos (uso misto con la base aerea di Los Llanos)                                               | Albacete                      | Castiglia-La Mancia | LEAB | ABC  |
| Aeroporto di Alicante-Elche (già Aeroporto di El Altet)                                                                    | Alicante                      | Comunità Valenciana | LEAL | ALC  |
| Aeroporto di Almería | Almería                       | Andalusia           | LEAM | LEI  |
| Aeroporto delle Asturie | Castrillón                    | Asturie             | LEAS | OVD  |
| Aeroporto di Barcellona-El Prat                                                                                            | Barcellona                    | Catalogna           | LEBL | BCN  |
| Aeroporto di Bilbao | Bilbao                        | Paesi Baschi        | LEBB | BIO  |
| Aeroporto di Burgos (già Aeroporto di Villafría o Gamonal)                                                                 | Burgos                        | Castiglia e León    | LEBG | RGS  |
| Aeroporto di Cordova | Cordova                       | Andalusia           | LEBA | ODB  |
| Aeroporto di Gerona | Gerona                        | Catalogna           | LEGE | GRO  |
| Aeroporto di Fuerteventura                                                                                                 | Fuerteventura                 | Isole Canarie       | GCFV | FUE  |
| Aeroporto di Gran Canaria                                                                                                  | Gran Canaria                  | Isole Canarie       | GCLP | LPA  |
| Aeroporto di Granada | Granada                       | Andalusia           | LEGR | GRX  |
| Aeroporto di Huesca-Pirenei                                                                                                | Huesca                        | Aragona             | LEHC | HSK  |
| Aeroporto di Ibiza | Ibiza                         | Isole Baleari       | LEIB | IBZ  |
| Aeroporto di Jerez (ex base aerea della Parra)                                                                             | Jerez de la Frontera          | Andalusia           | LEJR | XRY  |
| Aeroporto di León (già La Virgen del Camino)                                                                               | León                          | Castiglia e León    | LELN | LEN  |
| Aeroporto di Lleida-Alguire                                                                                                | Lleida                        | Catalogna           | LEDA | ILD  |
| Aeroporto di Logroño (già Aeroporto di Agoncillo)                                                                          | Logroño                       | La Rioja            | LELO | RJL  |
| Aeroporto di Madrid-Barajas                                                                                                | Madrid, Paracuellos de Jarama | Madrid              | LEMD | MAD  |
| Aeroporto di Madrid-Cuatro Vientos                                                                                         | Madrid                        | Madrid              | LECU | MCV  |
| Aeroporto di Melilla | Melilla                       | Melilla             | GEML | MLN  |
| Aeroporto di Minorca | Minorca                       | Isole Baleari       | LEMH | MAH  |
| Aeroporto di Badajoz-Talavera La Real (uso misto con la base aerea di Talavera la Real)                                    | Talavera la Real              | Estremadura         | LEBZ | BJZ  |
| Aeroporto di Madrid-Torrejón (uso misto con la base aerea di Torrejón de Ardoz)                                            | Torrejón de Ardoz             | Madrid              | LETO | TOJ  |
| Aeroporto di Malaga | Malaga                        | Andalusia           | LEMG | AGP  |
| Aeroporto Internazionale della Regione di Murcia                                                                           | Murcia                        | Murcia              | LEMI | RMU  |
| Aeroporto di Palma di Maiorca                                                                                              | Palma di Maiorca              | Isole Baleari       | LEPA | PMI  |
| Aeroporto di Pamplona (già Noain)                                                                                          | Pamplona                      | Navarra             | LEPP | PNA  |
| Aeroporto di Reus | Reus                          | Catalogna           | LERS | REU  |
| Aeroporto di Sabadell | Sabadell                      | Catalogna           | LELL | QSA  |
| Aeroporto di Salamanca-Matacán (uso misto con la base aerea di Matacán)                                                    | Salamanca                     | Castiglia e León    | LESA | SLM  |
| Aeroporto di San Sebastián                                                                                                 | Hondarribia                   | Paesi Baschi        | LESO | EAS  |
| Aeroporto di Santander (già Aeroporto di Parayas)                                                                          | Camargo                       | Cantabria           | LEXJ | SDR  |
| Aeroporto di Santiago di Compostela (già Aeroporto di Lavacolla)                                                           | Santiago di Compostela        | Galizia             | LEST | SCQ  |
| Aeroporto di Siviglia (fino al 1990 chiamato Aeroportuale di Siviglia-San Paolo, uso misto con la base aerea di San Paolo) | Siviglia                      | Andalusia           | LEZL | SVQ  |
| Aeroporto di Tenerife-Nord                                                                                                 | Tenerife                      | Isole Canarie       | GCXO | TFN  |
| Aeroporto di Tenerife-Sud                                                                                                  | Tenerife                      | Isole Canarie       | GCTS | TFS  |
| Aeroporto di Valencia | Manises                       | Comunità Valenciana | LEVC | VLC  |
| Aeroporto di Valladolid (già Aeroporto di Villanubla, uso misto con la base aerea di Villanubla)                           | Villanubla (Valladolid)       | Castiglia e León    | LEVD | VLL  |
| Aeroporto di Vigo (già Aeroporto di Peinador)                                                                              | Vigo                          | Galizia             | LEVX | VGO  |
| Aeroporto di Vitoria (già Aeroporto di Foronda)                                                                            | Vitoria                       | Paesi Baschi        | LEVT | VIT  |
| Aeroporto di Saragozza (uso misto con la Base Aerea di Saragozza)                                                          | Saragozza                     | Aragona             | LEZG | ZAZ  |